# 谷口勝範
谷口 勝範（たにぐち かつのり、1943年11月15日 - ）は、東京都出身の元プロ野球選手（投手）。

## 来歴・人物
駒場学園高等学校を卒業後、北洋水産の川口永幸工場で勤務していたが、1963年に国鉄スワローズの入団テストを受け、合格。1964年に入団した。
1965年9月4日、ダブルヘッダー第2試合の対阪神戦でプロ初登板したが、マウンドを踏んだのはこの1試合に終わり（ほかに偵察要員として2試合出場）、1966年限り引退した。

## 詳細情報

### 背番号
- 36（1964年 - 1966年）